# Goephanes fuscipes
Goephanes fuscipes là một loài bọ cánh cứng trong họ Cerambycidae.